# Волгодонский художественный музей
Волгодонский художественный музей — музей изобразительного искусства в городе Волгодонске.  Коллекция основного фонда музея насчитывает 5000 единиц хранения, в запасниках находится ещё чуть менее 8000 экспонатов. Экспозиционно-выставочные залы имеют площадь 534 квадратных метров.

## История
Музей ведёт свою историю с мая 1995 года, когда в Волгодонске открылось муниципальное учреждение культуры «Городской выставочный зал». Это событие было приурочено к празднованию Дня Победы. В своих фондах музей собрал произведения местных художников, современников Всесоюзной комсомольской стройки – завода «Атоммаш», галерею портретов волгодонцев – ветеранов Великой Отечественной войны и тружеников тыла. Живописные работы в большей части выполнены современной техникой и на традиционных материалах. Среди авторов есть народные и заслуженные художники. Для более полного отражения картины современного искусства коллекция включает в себя работы малоизвестных молодых художников. В музее регулярно проходят выставки работ учащихся общеобразовательных школ Волгодонска. Помимо живописи в музее выставлены предметы, датированные XX и XXI веком - это графика, скульптура, декоративно-прикладное искусство, коллекция фалеристики. Значительная часть коллекции представлена в постоянных экспозициях и на выставках музея. 
В 2000 году выставочный зал был преобразован в муниципальное учреждение «Городская картинная галерея» (музей современного искусства). За период с 2000 по март 2003 поступило 317 экспонатов основного фонда. В основном это были безвозмездные пожертвования художников, мастеров прикладного искусства города – Василия Остапука, Юрия Падалка, Георгия Лиховида, Валерия Окарского, Егора Дердиященко и других авторов.
В апреле 2003 года постановлением губернатора Ростовской области картинная галерея была преобразована в Государственное областное учреждение культуры «Волгодонский художественный музей». С 2003 года, с момента передачи музея в государственную собственность Ростовской области, началось комплектование фондов музея на научной основе, выделяются средства на приобретения, как по смете, так и по областной программе «Культура Дона». С этого времени фонды музея пополняются предметами живописи, скульптуры, предметами прикладного искусства донских художников, мастеров прикладного искусства, которые раньше, в силу не выделения средств на эти цели музей не мог приобрести. За период с 2003 по 2008 годы в основной фонд музея поступило 2782 предмета музейного хранения, коллекция музея (основной фонд) составил 3189 экспонатов. Вспомогательный фонд – 3150 единиц хранения. Сотрудничество с Ростовским отделением Союза художников России и утверждение экспертной фондово-закупочной комиссии музея в 2004 году в состав которой входят как сотрудники музея, так и члены союза художников России способствовали  пополнению коллекции музея высокохудожественными предметами хранения. Музей является самым молодым музейным учреждением на Дону. Это четвёртый в Ростовской области музей изобразительного искусства после Ростовского, Таганрогского и Сальского.

## Экспозиция
В коллекцию входят 548 живописных полотен, 335 графических работ, (как оформленные для показа – рамы паспарту, стекло, так и графические листы), акварель, живописные работы на художественном картоне, древесно-волокнистой плите,  оформленные в рамах и под стеклом,  в листах – 82 предмета хранения. Все предметы этой коллекции имею датировку XX, XXI столетия, то есть предметы современного искусства, что соответствует направленности тематики музея, как музея современного искусства. Авторы предметов коллекции – современные художники Волгодонска и других регионов Ростовской области, в основном члены Союза художников России (Наталья Дурицкая, Георгий Лиховид, Василий Остапук, Юрий Падалка, Алексей Хижкин и др.). В коллекции представлены практически все жанры и направления современной живописи.
Скульптура широко представлена работами Егора Дердиященко и Василия Полякова, авторов многих памятников и скульптурных композиций, украшающих улицы города. Из предметов прикладного искусства в музее выставлены батики, вышивки, гобелены, нагрудные знаки. Значки представлены  в коллекции по сериям или событиям. Исторический и художественный интерес представляет серия значков, посвящённых Олимпийским играм 1980 года.

## Адрес
- 347370, Ростовская область, г. Волгодонск, ул. Ленина, 104.